# Fujitsu
Fujitsu Limited (富士通株式会社, Fujitsū kabushiki-gaisha) est une entreprise japonaise spécialisée dans les domaines suivants :

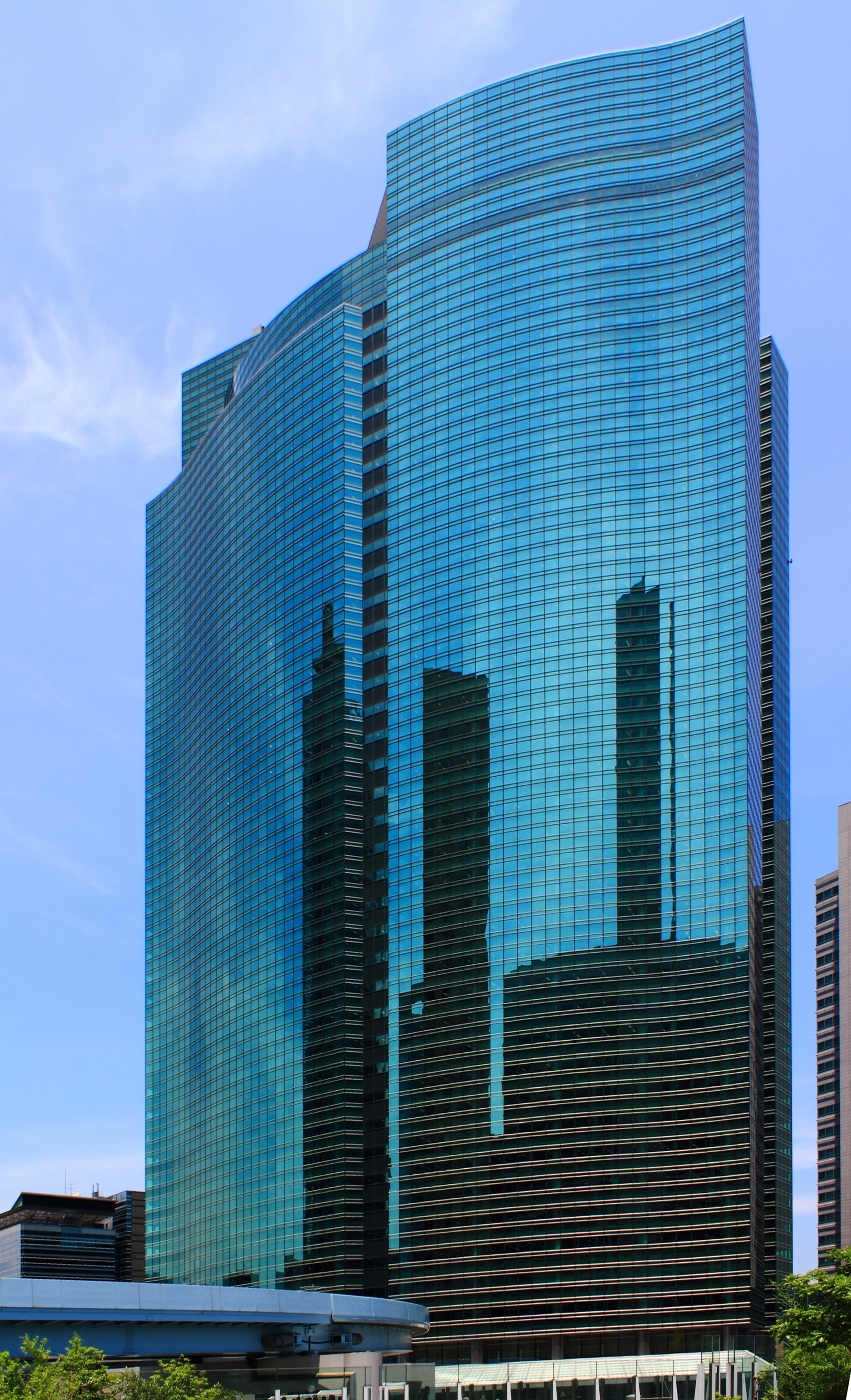
Shiodome City Center, le siège de Fujitsu

- conception et fabrication de produits tels que des semi-conducteurs, des ordinateurs, des tablettes tactiles, des périphériques informatiques (imprimantes, scanneurs, écrans LCD, etc.) et des écrans plasma ;
- robotique ;
- télécommunications ;
- conception de logiciels ;
- fourniture de services informatiques ;
- service conseil.

Fujitsu se classait en 2023 au 98e rang mondial pour la production d'armement.

## Description
Fujitsu est le troisième fournisseur mondial de services informatiques et arrive au premier rang dans ce domaine sur le marché japonais. Elle fait partie des cinq plus grands fabricants de semi-conducteurs au Japon.
En matière de Recherche et Développement, Fujitsu emploie 1 500 chercheurs dans ses laboratoires situés au Japon, aux États-Unis, en Chine et en Grande-Bretagne. À cet effectif, s'ajoute plus de 14 000 ingénieurs affectés au développement de nouveaux produits à travers la planète.
Plus de 32 000 brevets ont été déposés par Fujitsu.
En mars 2006, Fujitsu employait 158 000 collaborateurs répartis dans le monde.

## Historique
Fujitsu est créé en 1935 à la suite de la séparation par la société Fuji Electric de sa division Communications. La nouvelle société prend le nom de Fuji Tsushinki Manufacturing Corporation. En 1962, la société prend officiellement le nom de Fujitsu Limited.
En 1990, Fujitsu rachète 80 % du constructeur britannique International Computers Limited.
En 1997, Fujitsu prend le contrôle de la société Amdahl Corporation et de facto celle de la société québécoise DMR Consulting acheté par Amdahl en 1997qui deviendra ainsi DMR-Fujitsu. Cette nouvelle acquisition gardera des activités séparées du reste du groupe jusqu’à sa fusion dans la filiale canadienne dans les années 2010.
Une alliance entre Fujitsu Computers Europe, filiale européenne de la division informatique du groupe, et le groupe allemand Siemens, a donné naissance le 1er octobre 1999 à Fujitsu Siemens Computers, une coentreprise détenue à concurrence de 50/50 par les deux créateurs, spécialisée dans la fabrication d'ordinateurs personnels, d'ordinateurs portables et de serveurs. L'usine d'Augsbourg, en Bavière, est l'unique usine de production de Fujitsu Siemens.
En 1999 La filiale européenne "Fujitsu Europe" déploie le logiciel de comptabilité, bugué, Horizon qui sera 20 ans plus tard la cause du Scandale de la Poste britannique.
En 2002, Fujitsu annonce la suppression de 16 000 emplois.
En 2007, l'entreprise lance une OPA sur GFI Informatique au prix de 8,50 € par action. L'opération échoue.
Le 1er avril 2009, Fujitsu rachète les parts détenues par Siemens dans l'entreprise Fujitsu Siemens Computers, qui devient Fujitsu Technology Solutions.
En 2009, Toshiba acquiert les activités de disques durs de Fujitsu,.
L'usine d'Augsbourg est modernisée et accueille à partir de 2011 à la suite du tremblement de terre une partie de la production d'une usine proche de Fukushima. Ce site est le dernier en Europe de l'Ouest de production de micro-ordinateurs.
En octobre 2016, Fujitsu annonce la suppression de 1 800 postes au Royaume-Uni.
En novembre 2017, Lenovo annonce l'acquisition d'une participation de 51 % dans l'activité de fabrication d'ordinateur de Fujitsu pour 269 millions de dollars.
En 2018, Fujitsu annonce la fermeture de sa seule unité de production, à Augsbourg en Allemagne, pour au plus tard 2020. L'usine employait presque 2000 salariés.

## Principaux actionnaires
Au 21 janvier 2020:
| Ichigo Asset Management International           | 7,20% |
| Asset Management One                            | 3,48% |
| Nomura Asset Management                         | 3,27% |
| Fuji Electric                                   | 2,87% |
| The Vanguard Group                              | 2,55% |
| Fujitsu (salariés)                              | 2,48% |
| Fujitsu Limited (auto-contrôle)                 | 2,08% |
| Capital Research & Management (World Investors) | 2,01% |
| DWS Investments                                 | 1,95% |
| Daiwa Asset Management                          | 1,80% |

## Produits
- Disques durs
- Imprimantes
- Scanneurs
- Processeurs SPARC64 et ARM (Cortex A15[15])
- Équipements de télécommunications

## Linux
Bien que Fujitsu recommande une version récente de Windows pour ses ordinateurs portables, il est également possible d'installer le système d'exploitation Linux.
C'est un membre de l'OSDL depuis 2001, supportant ainsi le modèle de développement Open Source. « Fujitsu fournit les consommateurs avec confiance aux dernières solutions basés sur Linux et continuera de faire comme cela », a déclaré Akira Ozora, Manager de la division Linux chez Fujitsu Limited.
Depuis mai 2003, la société Red Hat est son partenaire afin de renforcer les serveurs Linux Intel de Fujitsu avec sa distribution destinée aux entreprises (Red Hat Enterprise Linux). Fujitsu a également été présent à l'exposition LinuxWorld de 2005 et de 2006.